# Survivor Series (2008)
Survivor Series (2008) — щорічне pay-per-view шоу «Survivor Series», що проводиться федерацією реслінгу WWE. Шоу відбулося 23 листопада 2008 року в Ті-Ді-Гарден у м. у Бостон, Массачусетс, США. Це було 22 шоу в історії «Survivor Series». Шість матчів відбулися під час шоу та ще один перед показом.